# ムラトゥ・テショメ
ムラトゥ・テショメ・ウィルトゥ（アムハラ語: ሙላቱ ተሾመ, ラテン文字転写: Mulatu Teshome Wirtu、1957年 - ）は、エチオピアの政治家。同国大統領を務めた。前任者のギルマ・ウォルドギオルギスやネガソ・ギダダと同様、オロモ人である。

## 経歴
ウェレガ州のアルジョ出身。1976年に中国に留学して北京語言大学、1977年からは北京大学に入学、1985年に修士号、1991年に国際法の博士号を取得した。エチオピア下院議長のアブドゥラ・ゲメダによると、「外国の大学や研究所」で教鞭をとった。
1990年代中頃、ギルマ・ビールの元で経済発展・協力副大臣となり、2001年に農務相に任命された。2002年から2005年まで、連邦議会（上院）議長でもあった。中国と日本、トルコに大使として赴任した。
トルコ大使であった2013年10月7日、テショメは議会の満場一致でエチオピア大統領に選出された。唯一の野党議員である「民主主義と正義のための統一」のギルマ・セイフもこの選挙を受け入れた。2018年10月24日に辞任表明、翌25日に退任。
2019年10月22日の即位礼正殿の儀に参列し、10月24日には迎賓館赤坂離宮で安倍晋三内閣総理大臣と会談を行った。
息子が一人いる。